# Ludwig Sauerhöfer
Ludwig Sauerhöfer (ur. 5 marca 1883 w Ludwigshafen am Rhein, zm. 15 października 1914 w Apremont-la-Forêt) – niemiecki zapaśnik walczący w stylu klasycznym. Olimpijczyk z Sztokholmu 1912, gdzie zajął szesnaste miejsce w wadze lekkiej.
Dziewiąty na mistrzostwach świata w 1911 roku.

## Letnie Igrzyska Olimpijskie 1912
| Konkurencja            | Rundy eliminacyjne    | Rundy eliminacyjne   | Rundy eliminacyjne    | Rundy eliminacyjne       | Klas. końcowa |
| Konkurencja            | Przeciwnik I          | Przeciwnik II        | Przeciwnik III        | Przeciwnik IV            | Miejsce       |
| ---------------------- | --------------------- | -------------------- | --------------------- | ------------------------ | ------------- |
| 67,5 kg styl klasyczny | Johan Nilsson (SWE) P | Carl Johnson (SWE) Z | József Sándor (HUN) Z | Herbrand Lofthus (NOR) P | 16.           |